# Falloina
Falloina – organiczny związek chemiczny z grupy fallotoksyn. Jest jedną z toksyn muchomora sromotnikowego i muchomora jadowitego. Mechanizm działania falloiny jest zbliżony do reszty fallotoksyn.